# 宝蔵寺 (山形県大江町)
宝蔵寺（ほうぞうじ）は、山形県西村山郡大江町月布地区（旧本郷村）にある真言宗智山派の寺院。山号は月布山、本尊は大日如来（金剛界）坐像。

## 歴史
- 1619年（元和5年） 宥盛僧都（のちに宝幢寺へ転住）によって中興開山された。
- 境内には、かつて（1882年〈明治15年〉9月から1892年〈明治25年〉までの約10年間）月布学校があったことを記す「学舎の地」の石碑がある。
- 1993年（平成5年）に結縁灌頂を厳修した。
- 2010年（平成22年）12月に本堂改修落慶法要を厳修した。
- 2019年（令和元年）10月に中興開山四百年記念法要を厳修した[1]。

## 境内
- 本堂 2010年（平成22年）12月落慶。屋根だけ残し、基礎構築と全数の柱交換と向拝（玄関）の柱・彫刻の交換[2]。
- 位牌堂 宗祖 弘法大師御入定1150年御遠忌（1984年〈昭和59年〉）に建立。位牌堂のご本尊は地蔵菩薩（立像）。
- 招魂碑 佐藤榮作（元内閣総理大臣）の御染筆による。
- 月布学校「学舎の地」の石碑（1992年〈平成4年〉10月に建立）

## 所在地
- 山形県西村山郡大江町大字月布209番地

## アクセス
- 鉄道：JR左沢線 左沢駅より車で約16分
- バス：町営バス 「月布」より徒歩で約5分

## 周辺
- 月布鉱山 山形県西村山郡大江町ある鉱山。ベントナイト鉱石を採掘している。
- 柳川温泉 山形県西村山郡大江町にある温泉。奥おおえ柳川温泉とも呼ぶ。正式名称は大江町柳川温泉健康増進交流センター。
- 月布川 山形県西村山郡大江町を流れる、最上川水系最上川支流の一級河川である[3]。
- 山形県道27号大江西川線 山形県西村山郡大江町から西村山郡西川町に至る県道（主要地方道）。
- 月布橋 山形県道27号大江西川線に架かる橋。これまでの月布橋は、昭和35年に架設され、老朽化が著しく、車両のすれ違いが困難な状況となっており、更には道路の線形が悪いことから、山形県では令和元年度より橋梁の架替と現道の一部をバイパス整備する事業を進めた。令和6年11月23日14時から、新たな橋（56.0m）が供用開始となった。[4]
- 徳蔵院跡 隆広の遺言により、城跡に白鷹町 瑞龍院の宝山日最和尚が徳蔵院を建て、開山された。現在の徳蔵院と隆広の墓所は寒河江市にあり、1645年（正保2年）に寒河江市へ移ったとされる[5]。
- 大城 寒河江城主高基の弟隆広の居城[6]。
- 烏帽子山 高基の帽子に形が似ていたことから名づけられた[7]。
- 長坂（地名） 高基が敵兵から逃れる途中、疲労のあまり上り坂が長く感じられたという言い伝えがある[7]。
- 吉田堤 宝蔵寺の西に位置するため池。貯水量 2,800立方メートル、堤高 7.4メートル[8]。